# Савва
Са́вва (арам. סַבָא — «старец, мудрец») — мужское русское личное имя еврейского происхождения.
Имеет немало версий происхождения: это краткая форма имени Савватий; от фригийского народа Сабой; от древнееврейского языка סַבָא (сава) — «старец, мудрец».
До XVII века имя писалось с одной буквой «в» (Сава).
На Русь принесено вместе с христианством из Византии, по мнению Владимира Никонова, к середине 1980-х годов вышло из употребления. В настоящее время распространено в Румынии, Молдавии и южнославянских странах.
В дни Саввы 3 и 5 декабря вместе с днём Варвары 4 декабря было принято праздновать завершение сезона и начало зимы.
От имени «Савва» произошли фамилии: Савин, Саввинский.

## Именины
- Православные (даты даны по григорианскому календарю)[1][8]: 25 и 27 января, 1 и 21 февраля, 5 и 15 марта, 7, 10, 12, 15 и 28 апреля, 7 и 19 мая, 26 июня, 21 июля, 2, 9, 23 и 25 августа, 9, 10, 12 и 20 сентября, 11, 14 и 23 октября, 13, 14 и 25 ноября, 5, 16 и 18 декабря